# Хотуино
Хотуино — озеро в Тверской области России, принадлежит бассейну Западной Двины.
Расположено на территории Шараповского сельского поселения Западнодвинского района, в 24 км к юго-западу от города Западная Двина.
Озеро вытянуто с севера на юг, длина около 0,95 км, ширина до 0,44 км. Площадь водной поверхности — 0,5 км², протяжённость береговой линии — более 3 км.
Окружено лесами и болотами (на востоке). Населённых пунктов на берегу озера нет.
Из северо-восточного конца озера вытекает ручей, впадающий в реку Коротышка.